# Агентство О.К.О.
«Аге́нтство О. К. О.» — российский детективно-мистический телесериал 2020 года сценариста и продюсера Ильи Куликова и режиссёра-постановщика Ани Мирохиной.
Премьера состоялась 24 августа 2020 года в эфире телеканала «ТВ-3».
Слоган фильма — «Никто не исчезает без следа».
Съёмки сериала продолжались около двух лет. В июне 2018 года была отснята пилотная серия, режиссёром-постановщиком которой выступил Илья Куликов. Режиссёром остальных серий стала Аня Мирохина.

## Сюжет
Бывший сотрудник полиции Никита Кирсанов, долгое время надоедавший начальству честностью и принципиальностью, при первом же своём служебном проступке вынужден покинуть ряды правоохранительных органов. Всё дело в том, что, чувствуя свою вину из-за допущенной им во время поиска пропавшей девушки ошибки, которая привела к трагедии, он стал пить и вести себя не всегда адекватно.
Светлана Казарина, мать пропавшей девушки и весьма обеспеченная женщина, не сомневается в профессионализме талантливого следователя Кирсанова. Она предлагает ему снова взяться за дело, но уже будучи сотрудником недавно созданного ею детективного агентства «О. К. О.», специализирующегося на поиске пропавших без вести людей. Партнёршей Никиты по этой работе должна стать девушка Вика, обладающая сверхъестественным даром ясновидения.
Однако поиск пропавших людей — не единственная цель учреждённого Светланой Казариной агентства «О. К. О.». Владелицей агентства движут и другие цели, которые она тщательно старается скрывать…

## В ролях
- Игорь Стам — Никита Кирсанов, частный детектив, сотрудник детективного агентства «О. К. О.» по поиску пропавших без вести людей, бывший оперуполномоченный полиции[2][3]
- Рина Гришина — Виктория Гончарова, ясновидящая, сотрудница детективного агентства «О. К. О.»[4]
- Виктория Тарасова — Светлана Казарина, владелица детективного агентства «О. К. О.»
- Даниэла Стоянович — Ольга Валерьева, профессиональный психолог, сотрудник детективного агентства «О. К. О.»
- Артём Ёшкин — Константин Гусев, координатор поисково-спасательных отрядов, сотрудник детективного агентства «О. К. О.»
- Евгений Венедиктов — Александр Зотов, оперуполномоченный полиции, друг Никиты Кирсанова.
- Марина Барсукова — Дарья Андреевна Ивашкина
- Иван Гришанов — Павел Сергеевич, врач
- Екатерина Семёнова — Екатерина Симонова, клиентка детективного агентства «О. К. О.»
- Сергей Чудаков — Юрий Викторович Беляев и Антон Викторович Беляев, братья-близнецы
- Татьяна Жукова-Киртбая — мать братьев-близнецов Беляевых
- Эмилия Спивак — Мария, любовница Никиты Кирсанова
- Сергей Троев — кассир на автозаправке

## Критика и отзывы
- Сергей Ефимов, журналист газеты «Комсомольская правда»: «„Агентство О. К. О.“ очень напоминает телеспектакль — из-за локаций, всегда искусственных, безжизненных, хрестоматийных, как бы наскоро построенных в павильоне. Бар выглядит как классический киношный бар, квартира героини — как должна выглядеть стильная квартира нестандартной девушки и т.п. Но главное — это диалоги, сказочно деревянные, перещеголявшие, пожалуй, даже диалоги в мелодрамах канала „Россия 1“»[5].